# Social disciplinering
Social disciplinering är en process under den tidigmoderna tiden, genom vilken samhället förändrades. Den betraktas av många forskare som en del av den konfessionalisering, som följde på reformationen.